# Hans Trummler
Hans Trummler (ur. 24 października 1900 w Friedrichrodzie – zm. 22 października 1948 w Landsbergu am Lech) – niemiecki prawnik, funkcjonariusz SS i policji, oficer Sicherheitsdienstu (SD) oraz Sicherheitspolizei (SiPo). Członek NSDAP i SA od 1928 roku.
W 1934 roku objął stanowisko dyrektora szkoły SA w Lipsku, a następnie przeszedł do policji granicznej, gdzie do 1939 roku dowodził szkołą Grenzpolizei w Pretzsch nad Łabą. Po operacji „Tannenberg” pełnił funkcję dowódcy jednostki Einsatzgruppe zbV, mobilnej grupy operacyjnej SD działającej podczas kampanii przeciwko Polsce. Awansowany na SS-Oberführera w listopadzie 1941 roku, w styczniu 1942 roku objął dowództwo szkoły Sicherheitspolizei-Schule w Fürstenbergu nad Odrą.
W 1944 roku został mianowany szefem Sicherheitspolizei i SD w okręgach Wiesbaden oraz Westmark (Lotaryngia). Na początku 1945 roku dowodził Kampfgruppe SD walczącą na Bawarii, która dopuściła się masakry cywilów w Altötting w kwietniu tego roku.
W 1947 roku został skazany przez amerykański trybunał wojskowy za zbrodnie wojenne, w tym za rozkazanie zabicia dwóch amerykańskich lotników wziętych do niewoli. Został powieszony w więzieniu w Landsbergu nad Lechem 20 lub 22 października 1948 roku.